# هاچیمان گودوکون
هاچیمان گودوکون (به ژاپنی: 八幡愚童訓, Hachiman gudokun) کتابی است که از اواسط تا اواخر دوره کاماکورا (۱۳۳۳ تا ۱۱۸۵ میلادی) تدوین شده‌است. این کتاب در مورد معجزه‌ها و فضایل هاچیمان‌کامی یکی از کامی‌های دین شینتو است. 
این کتاب یکی از منابع معروف در مورد حملهٔ مغول به ژاپن یا جنگ گنکو شامل جنگ بون‌ای (۱۲۷۴ میلادی) و جنگ کوآن (۱۲۸۱ میلادی) به شمار می‌رود.  احتمالاً بخشی از کتاب که به شرح وقایع این جنگ و حملهٔ قوای مشترک مغول و گوریئو به تسوشیما و ایکی‌نوشیما اختصاص دارد، در سال‌های (۱۳۱۸–۱۳۰۳ میلادی) نوشته شده‌است.